# WDR 5
WDR 5 – niemiecka stacja radiowa, należąca do Westdeutscher Rundfunk (WDR), publicznego nadawcy radiowo-telewizyjnego działającego w kraju związkowym Nadrenia Północna-Westfalia. 

## Charakterystyka
Stacja została uruchomiona w 1991 roku i ma charakter informacyjny. Zdecydowaną większość ramówki wypełniają audycje mówione: wiadomości, serwisy pogodowe, audycje publicystyczne, gospodarcze czy kulturalne. Godzina dziennie przeznaczona jest również na programy dla dzieci. Oprócz współpracy z innymi redakcjami WDR, stacja utrzymuje bliskie relacje także z działającym w północnych Niemczech publicznym radiem informacyjnym NDR Info, z którym współprodukuje wieczorny magazyn informacyjny Echo des Tages (Echo dnia). 

## Dostępność
W swoim macierzystym kraju związkowym stacja dostępna jest w analogowym i cyfrowym przekazie naziemnym, a także w sieciach kablowych. Ponadto można jej słuchać w Internecie oraz w niekodowanym przekazie z satelity Astra 1M.